# Жилищная политика
Жили́щная поли́тика — проводимая органами государственной власти и местного самоуправления политика, направленная на обеспечение нуждающихся жильем.
Потребность в жилищной политике возникла в XIX веке в связи с промышленной революцией. Высокие темпы урбанизации, приток сельских жителей в города вызвали огромный спрос на жилище в них. Характерной чертой крупных городов стала жилищная нужда, превращавшаяся нередко в настоящее социальное бедствие. И в настоящее время в странах Африки, Латинской Америки, Азии более трети населения живёт в трущобах без водоснабжения, канализации и электричества.
Существуют различные способы обеспечения нуждающихся жильем: льготная ипотека, предоставление муниципального жилья в аренду по ценам ниже рыночных, субсидирование аренды жилья в частном секторе. Все они имеют свои преимущества и недостатки. Так, даже льготная ипотека недоступна для многих малоимущих. Проведенные в США исследования установили, что предоставление субсидий в виде выдачи нуждающимся ваучеров, которыми можно оплачивать аренду жилья, позволяет обеспечить их жильем с меньшими затратами бюджетных средств, чем те, что потребовались бы в случае строительства социального жилья за счет бюджета. Однако на частном рынке клиентов выбирает арендодатель, который оценивает все потенциальные риски, связанные с новым жильцом (каковы рекомендации от предыдущих домовладельцев, есть ли постоянная работа, готов ли он оплатить аренду на год вперед). Поэтому безработные, недавно прибывшие в страну беженцы, даже если им выделяют субсидии, покрывающие часть арендной платы, не всегда могут арендовать жилье в частном секторе. 

## Жилищная политика в Западной Европе в XIX веке

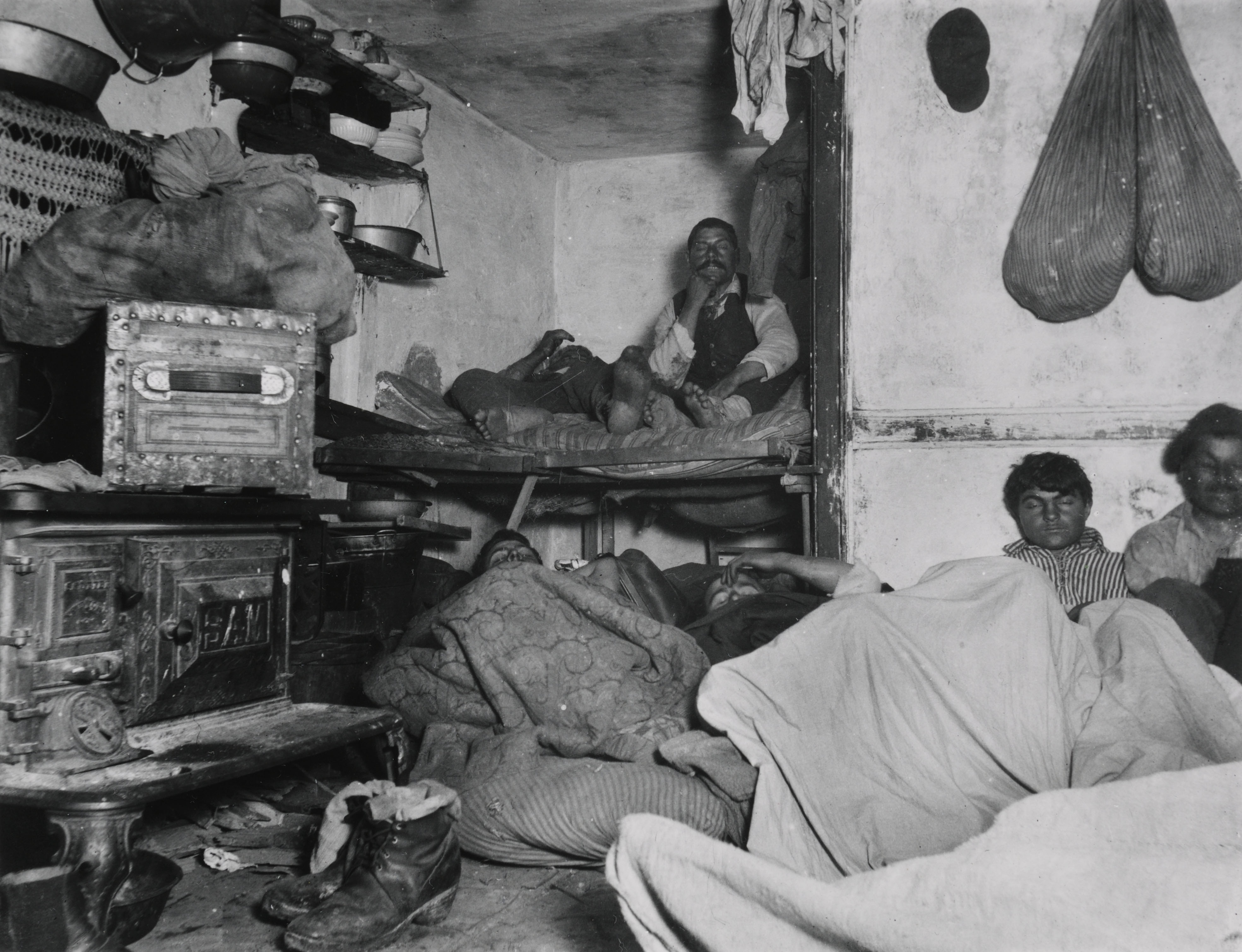
Жильцы в переполненной дешевой съемной квартире в Нью-Йорке, 1889 год, фотография Якоба Рииса

На протяжении XIX — начала XX века жилищные условия большинства наемных рабочих не отвечали элементарным санитарно-гигиеническим требованиям. В большинстве случаев их жилища были перенаселены. Если под перенаселением понимать проживание в каждой комнате, включая кухню, более двух человек, то в перенаселенных квартирах обитали: в Познани — 53 %, в Дортмунде — 41 %, в Дюссельдорфе — 38 %, в Ахене и Эссене — 37 %, в Бреслау — 33 %, в Мюнхене — 29 %, в Кёльне — 27 %, в Берлине — 22 % рабочих. Были перенаселены 55 % квартир в Париже, 60 % в Лионе, 75 % в Сент-Этьене. Была также распространена «сдача коек постояльцам», практиковавшаяся семьями, снимавшими квартиры. В Лондоне встречались объявления о сдаче части комнаты, причем мужчина, работавший днем, и девушка, работавшая прислугой в гостинице ночью, должны были пользоваться одной постелью.
Все это побуждало городские власти предпринимать меры по решению жилищного вопроса. В Париже первый комплекс недорогого муниципального жилья под названием «Город Наполеона» появился в 1851 году. В Великобритании в 60-90-х годах XIX века был принят ряд законов о реконструкции или сносе непригодных для проживания домов. Муниципалитеты сносили старые кварталы и строили новые дома, однако муниципальное строительство было незначительным.

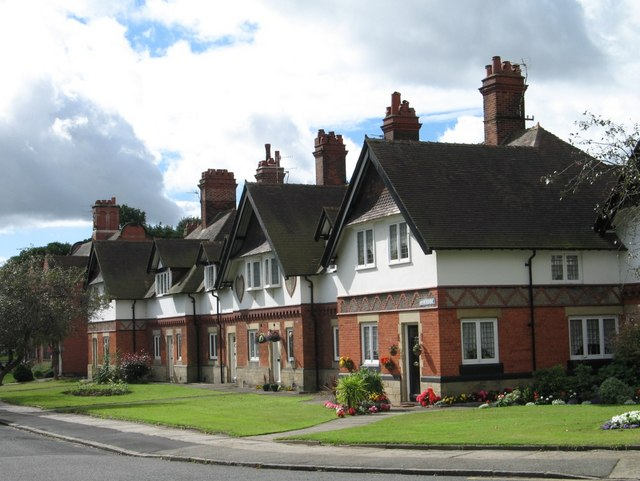
Порт-Санлайт, «образцовая деревня» для рабочих мыловаренной компании Lever Brothers. Своё название деревня получила от самого популярного чистящего средства компании, Sunlight.

Строительством жилья для рабочих начали заниматься фабриканты. Во Франции первыми стали обеспечивать своих рабочих семейными домами угольные шахты. В Великобритании начало фабричному жилищному строительству положил владелец фабрики по производству мыла Уильям Левер, который в 1887 году перенес своё предприятие в окрестности Ливерпуля и построил для рабочих «образцовую деревню» из коттеджей.

## Жилищная политика в США в XX-XXI веках
Когда в США в 1929 году началась Великая депрессия, то миллионы квартиросъемщиков лишились работы и больше не могли платить арендную плату. Домохозяева начали их выселять, а также начинали повышать арендную плату для остававшихся жильцов. Это порождало социальная напряженность. 
В рамках «Нового курса» президента Ф. Рузвельта в 1934 году был принят Национальный жилищный акт, в соответствии с которым была создана Федеральная жилищная администрация для страхования ипотечных кредитов на приобретение жилья. Однако людям, лишившимся работы, не могла помочь никакая ипотека, поэтому властям пришлось напрямую заниматься жилищным строительством для малоимущих. Администрация общественных работ начала субсидировать частные компании, строившие дешевое жилье, но за четыре года было построено лишь около 25 тыс. квартир, что было совершенно недостаточно. 

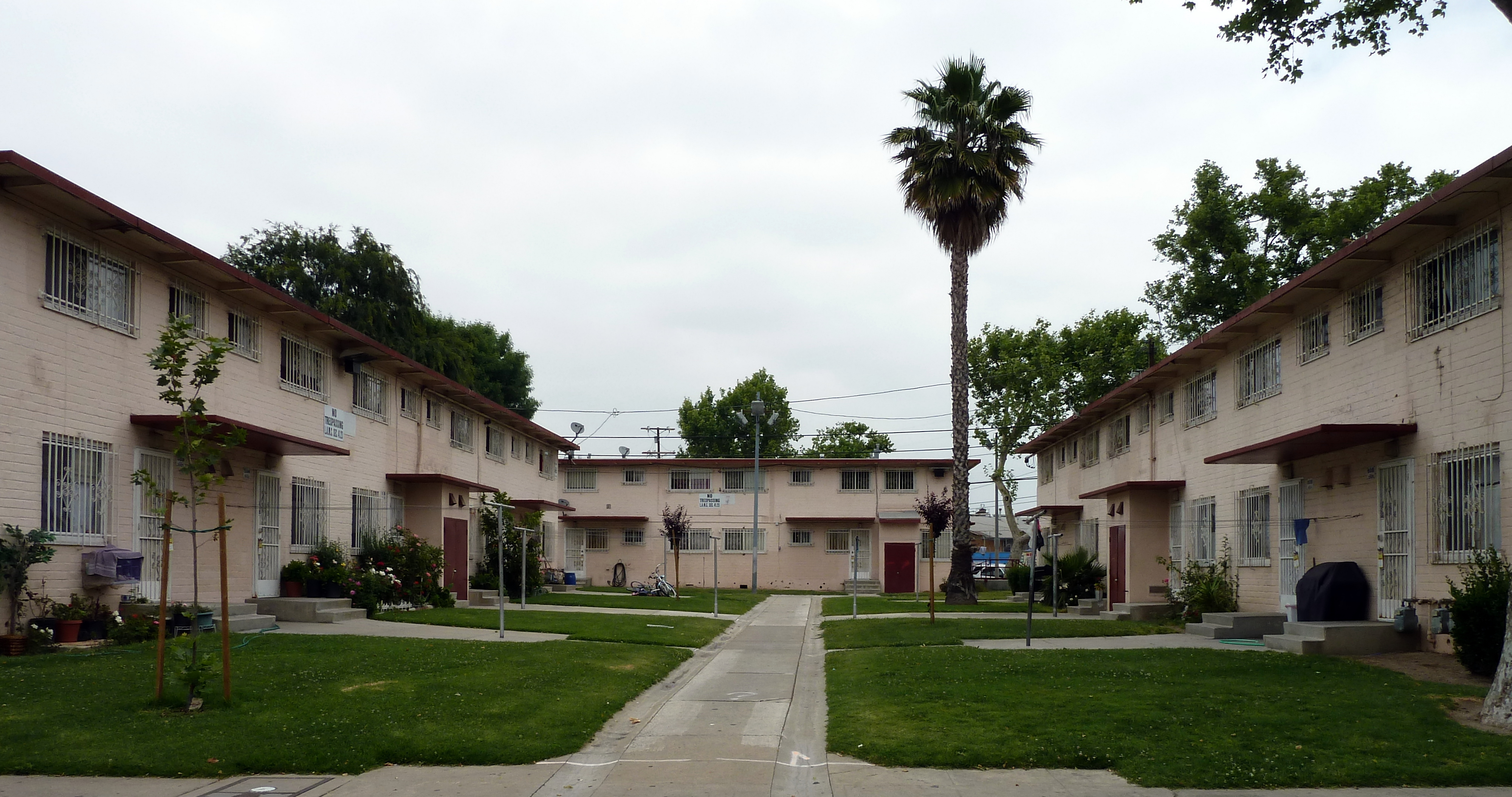
Дома в Рамона-Гарденс

В 1937 году был принят Жилищный акт, которым создавалось Жилищное управление США. Оно должно было выдавать льготные кредиты местным жилищным управлениям на строительство социального жилья. Такое жилье возводилось крупными блоками, эти новые благоустроенные кварталы для бедных американцы стали называть проджектами (англ. project — «проект»).  Первые из них представляли собой малоэтажные дома на несколько квартир каждый. Типичным примером был квартал Рамона-Гарденс в Лос-Анджелесе (112 двухэтажных домов на 610 квартир). Большинство таких кварталов строилось на месте сносимых трущоб, при этом прежние обитатели этих трущоб часто не могли получить жилье в новых домах. Так, чтобы построить квартал Теквуд-Хоумс в Атланте, пришлось снести квартал, где жили 1611 семей, 24% из которых были чернокожими. В социальные дома смогли въехать лишь 604 семьи, и все они были белыми. Прочие же жители снесенного квартала расселились по другим трущобам Атланты.  
В 1945 году, в связи с окончанием Второй мировой войны, администрация Г. Трумэна, разработала экстренную программу обеспечения жильем демобилизованных военных. По этой программе в кратчайшие сроки были построены десятки тысяч квартир. В 1949 году был принят очередной Жилищный акт, согласно которому федеральное правительство должно было профинансировать строительство 800 тыс. квартир в течение ближайших семи лет.
Однако после прихода к власти в 1953 году республиканской администрации Д. Эйзенхауэра расходы из федерального бюджета на социальные цели резко сократились, и строительство социального жилья снизилось до 20-30 тыс. квартир в год. К этому времени частные компании возводили уже достаточно качественного и недорогого жилья, доступного практически для всех, имеющих работу.

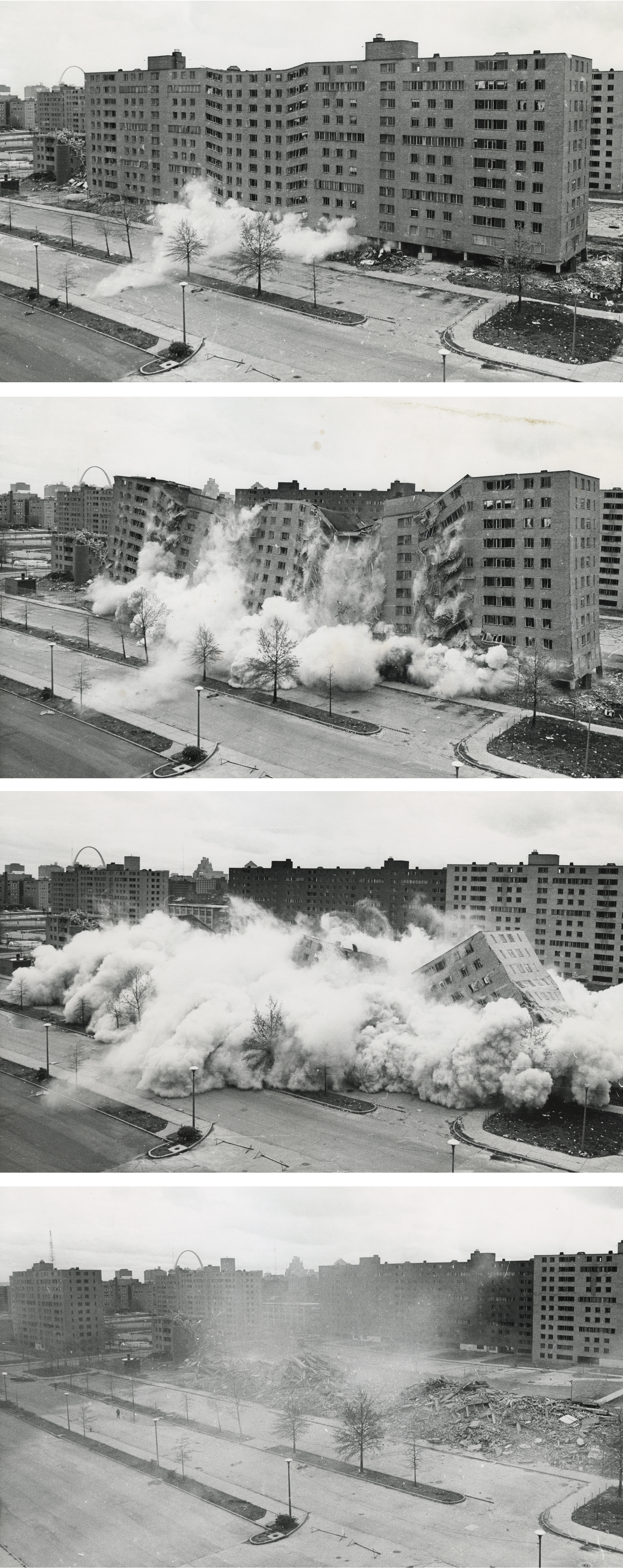
Снос социального жилого комплекса «Пруитт-Айгоу» в Сент-Луисе, 1972 год

При демократической администрации Д. Кеннеди строительство социального жилья вновь расширилось, но теперь это уже были многоэтажные дома. С 1960-х годов местные власти также начали заключать договоры с домовладельцами о сдаче квартир внаем по сниженным ценам, за что домовладельцам выплачивались компенсации. В 1962 году расовая дискриминация при предоставлении социального жилья была запрещена. Социальное жилье все больше стало становиться жильем для чернокожих, белые стали покидать его при первой возможности. Далеко не все они были закоренелыми расистами, просто в «проджектах» поселилось много неблагополучных семей, они стали превращаться в рассадник преступности. При этом если в 1970 году в социальном жилье в США проживало около 1 млн человек, то к 1980 году их было уже 3 млн. К 1966 году половина всех проживающих в социальном жилье семей не имела ни одного работающего взрослого, а вторая половина имела лишь одного взрослого в семье. С 1950 по 1970 годы средний доход жителя социального жилья снизился с 64% до 37% от среднедушевого дохода по США. К 1980 году он составлял лишь 20% от среднедушевого дохода по США.
В 1992 году началось осуществление федеральной программы HOPE VI, которая предусматривала, что местные жилищные агентства получают средства на снос социальных домов и строительство новых жилых комплексов для смешанного в части доходов населения (то есть не только для самых малоимущих). Сама система строительства социального жилья в США в 2000-е годы изменилась. Теперь федеральные и местные власти напрямую финансируют, в основном, лишь расчистку территории под будущее строительство, а затем проводят конкурс проектов между застройщиками. Побеждает тот, кто предлагает наиболее низкую арендную плату для будущих жильцов при соблюдении всех требований к качеству жилья. Наиболее нуждающимся выдают субсидии на аренду квартир в частном секторе. Проведенные в США исследования установили, что предоставление субсидий в виде выдачи нуждающимся ваучеров, которыми можно оплачивать аренду жилья, позволяет обеспечить их жильем с меньшими затратами бюджетных средств, чем те, что потребовались бы в случае строительства социального жилья за счет бюджета.

## Жилищная политика в Великобритании в XX-XXI веках
После Первой мировой войны в Великобритании возникла идея «Дома для героев» (Homes for Heroes): демобилизованные солдаты должны были получить от государства достойное жилье. В 1919 году был принят закон «О застройке и городском планировании», известный как Акт Аддисона, по имени министра здравоохранения и жилищного обеспечения Кристофера Аддисона. На основании этого закона правительство выделяло муниципальным властям субсидии на строительство социального жилья. Изначально муниципальное жилье предназначалось для сравнительно обеспеченных представителей рабочего класса. 

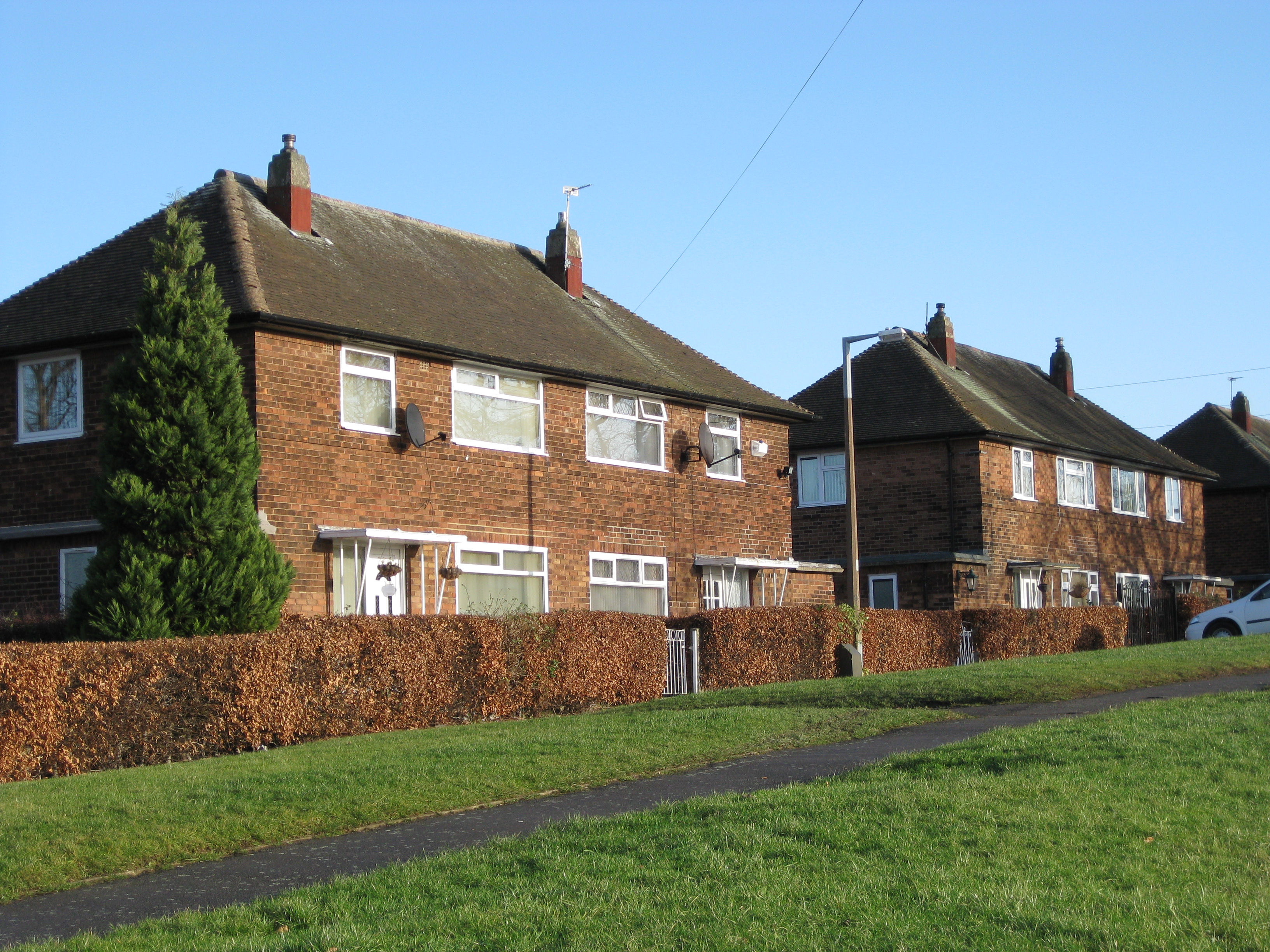
Муниципальные дома в пригороде Лидса

Вторая мировая война привела к разрушению многих домов в британских городах в результате бомбардировок. Требовалось массовое строительство жилья. Оно началось при пришедшем к власти после войны лейбористском правительстве Клемента Эттли. С 1946 года по 1981 год в Великобритании было построено 5 млн жилых помещений, относящихся к категории социального арендного жилья (council housing). Для экономии пришлось применять более дешевые технологии строительства, дома становились скромнее. В начале 1950-х годов только 25% нового жилья были квартирами, и из них лишь 3% — в многоэтажных домах. Однако десятилетие спустя 26% всех заложенных новостроек уже составляли многоэтажные жилые дома. К концу 1970-х годов в Великобритании было почти 6,5 миллиона муниципальных домов и квартир. В них жили 42% жителей страны.

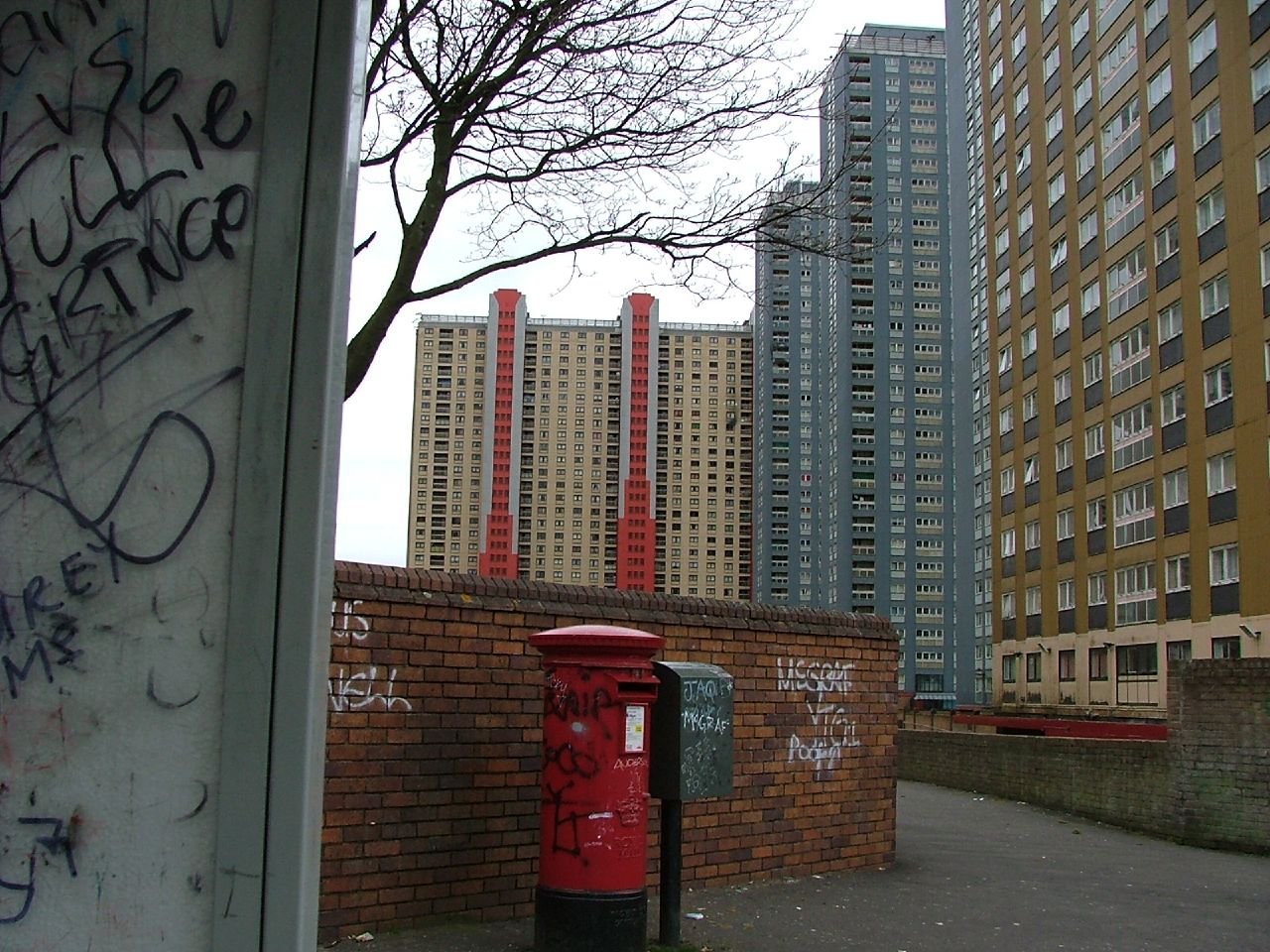
Комплекс муниципальных домов Red Road Flats в Глазго (снесен в 2015 году)

В 1980 году, при правительстве Маргарет Тэтчер, была начата приватизация муниципального  жилья. Его арендаторы получили возможность выкупить свои квартиры со скидкой 33-50% от полной рыночной стоимости. К 1996 году этой программой воспользовались 30% жильцов. В то время как число муниципальных квартир и домов, сокращалось за счет их выкупа, новое социальное жилье строилось слишком медленно. Большинство оставшегося муниципального жилья находится в непопулярных районах, в которых мало рабочих мест, плохой транспорт, плохая социальная инфраструктура. В настоящее время в социальном жилье проживает 8% населения Великобритании. При этом в очереди на получение социального жилья в 2015 году числились 1,4 млн человек. По данным исследования 2022 года, свыше 30 тыс. человек стояло в очереди на социальное жилье более 10 лет, отмечены случаи ожидания социального жилья более 50 лет. В конце 2010-х годов при необходимости ежегодно строить около 100 тыс. квартир и домов для социальной аренды реально строили менее 10 тыс. квартир и домов в год (в 1950-е годы объемы ежегодного строительства превышали 100 тыс. квартир).